# Paulias Matane
Sir Paulias Nguna Matane GCL GCMG OBE KStJ (sinh ngày 21 tháng 9 năm 1931 - mất ngày 12 tháng 12 năm 2021) là Tổng đốc thứ tám của Papua New Guinea, giữ chức vụ từ ngày 29 tháng 6 năm 2004 đến ngày 13 tháng 12 năm 2010. Cuốn hồi ký của ông, Tuổi thơ của tôi ở New Guinea đã có mặt trong sách giáo khoa nước này từ những năm 1970, và trong nhiều năm qua, ông đã viết bài cho tờ báo The National

## Tiểu sử

### Đời tư
Matane là một người Tolai đến từ tỉnh East New Britain, người bản xứ của Kuanua và tín đồ của United Churchman. Ông đã viết 44 cuốn sách trong đó sử dụng tiếng Anh cực kỳ đơn giản, chủ yếu là về các chuyến đi nước ngoài của mình, bao gồm chuyến đi đến Israel. Các ấn phẩm của ông được xuất bản nhằm thuyết phục người dân Papua New Guinea rằng những cuốn sách đó là nguồn thông tin hữu ích và không nên xem chúng như là một cái gì đó chỉ dành cho người nước ngoài.
Trong nhiều năm Matane đã viết bài cho báo The National của Malaysia, hàm ý về những lời khuyên cho thế hệ trẻ. Ông cũng thành lập hãng thông tấn Quốc Hoa Melanesia. Ông, cùng với Michael Somare, cho rằng lap-lap (váy) quan trọng hơn quần dài.

### Sự nghiệp
Matane là Đại sứ Papua New Guinea đầu tiên tại Hoa Kỳ sau khi hai nước thiết lập quan hệ ngoại giao.

### Tổng đốc
Matane được bầu làm Tổng đốc của Quốc hội vào ngày 27 tháng 5 năm 2004. Ông nhận được 50 phiếu bầu, trong khi đối thủ của ông, Sir Pato Kakaraya nhận được 46 phiếu. Các lần bầu cử từ 6 tháng trước đó đã bị hủy bỏ vì phát hiện sai sót hiến pháp trong quá trình đề cử. Sau khi Matane nhậm chức, Kakaraya đã đưa đơn kiến nghị lên Tòa án Tối cao Papua New Guinea để tìm cách làm mất hiệu lực của cuộc bầu cử.
Matane tuyên thệ nhậm chức vào ngày 29 tháng 6 năm 2004, mặc dù những vướng mắc về pháp lý để cuộc bầu cử của ông được công nhận vẫn còn đang tiếp diễn. Ông đã chính thức được công nhận là Tổng đốc bởi Nữ hoàng Elizabeth II vào ngày 13 tháng 10 năm 2004. Ông được tái bổ nhiệm vào nhiệm kỳ thứ hai vào tháng 6 năm 2010, sự kiện này được The National mô tả là "trường hợp gây tranh cãi rất lớn" và đã bị tranh luận tại tòa án. Cụ thể, The National báo cáo rằng đã có "những lời khuyên mâu thuẫn giữa phát ngôn viên và thủ tướng" liên quan đến các thủ tục của việc bổ nhiệm, và chính phủ đã tái bổ nhiệm Matane dựa vào điều 87 của Hiến pháp. Tòa án Tối cao Papua New Guinea phán quyết sự tái bổ nhiệm của Matane là trái với Hiến pháp vào tháng 12 năm 2010.